# Numero zero (romanzo)
Numero zero è il settimo ed ultimo romanzo scritto da Umberto Eco, pubblicato nel 2015.

## Storia editoriale
L'idea per un'opera ambientata in una redazione giornalistica era venuta a Umberto Eco prima ancora della pubblicazione del romanzo Baudolino (2000). Accantonata l'idea, era stata poi da questi ripresa alla soglia dei suoi ottant'anni quando, chiestosi se fosse ancora capace di scrivere romanzi, ha riutilizzato delle sue idee accantonate o solo parzialmente sfruttate. Ad esempio, per alcune parti dell'opera, l'autore ha riutilizzato alcuni brani scartati dal suo precedente romanzo Il pendolo di Foucault: l'incipit e l'esperienza universitaria e di traduttore narrata dal protagonista Colonna.
Come i precedenti romanzi dell'autore, è stato pubblicato da Bompiani; è il più corto dei suoi romanzi, come egli stesso aveva notato durante un'intervista rilasciata a Fabio Fazio. Nella trama sono presenti elementi comuni a un altro suo romanzo, Il pendolo di Foucault, quali lo svolgersi delle vicende narrate all'interno del mondo editoriale e la presenza di un'indagine di carattere storico (anche se nel Il Pendolo di Foucault il periodo a proposito del quale si svolgono ricerche è decisamente anteriore). Il finale è all'insegna della critica della società, priva di memoria storica.

## Trama
(Umberto Eco, Numero zero)
L'intero romanzo si svolge a Milano tra l'aprile e il giugno del 1992. Il protagonista, Colonna, è un cinquantenne, ghostwriter fallito, il quale, dopo aver lavorato per quotidiani di provincia e case editrici universitarie svolgendo traduzioni dal tedesco, viene chiamato a far parte della sgangherata redazione di un giornale di prossima uscita: Domani. Questi è, in realtà, uno strumento nelle mani del suo finanziatore, il commendatore Vimercate, per poter entrare nei salotti buoni della finanza e della politica: attraverso i primi numeri di prova (i "numeri zero", appunto) si intende dare l'idea di un giornale pronto a svelare qualunque verità, di fatto una macchina del fango, che il commendatore potrà usare per intimidire a proprio piacimento chi si trova nelle posizioni che contano. Colonna accetta, ben sapendo che il giornale non verrà mai edito, dato che l'intero progetto verrà chiuso una volta asservito il suo fine scandalistico.
Il primo giorno fa conoscenza degli altri scrittori della redazione, tutti "perdenti" come lui: il capo redattore, Simei, è un cattivo giornalista di pochi scrupoli e di ancor meno aspirazioni, Lucidi è collaboratore dei servizi segreti, Romano Braggadocio faceva giornalismo d'inchiesta ma non ha mai fatto carriera, la trentenne Maia Fresia aveva lavorato per delle riviste di gossip al fine di pagarsi l'università, ma era rimasta disgustata dall'artificiosità delle notizie che doveva raccontare. Col passare dei giorni, attraverso i resoconti delle riunioni di redazione, si delinea lo stile mediocre e di cattivo giornalismo che Domani avrebbe dovuto assumere; nel frattempo, Colonna viene a sapere da Braggadocio di un'inchiesta storica che lui sta conducendo circa l'autenticità della salma del Duce, che alcune prove indiziarie metterebbero in dubbio: la questione si intreccia con le pagine più controverse del secondo dopoguerra italiano, dalla questione Gladio alle teorie sulla morte di Papa Giovanni Paolo I, dalle Brigate Rosse, al fallito Golpe Borghese; tuttavia Colonna rimane sempre scettico al riguardo. Egli inizia anche una relazione sentimentale, tenuta nascosta, con Maia, che scopre essere, sotto l'apparenza di donna fragile e illusa, una persona incredibilmente colta e realista; entrambi nutrono il sogno di concludere il loro impiego a Domani ed emigrare.
Un giorno, Braggadocio comunica a Colonna e a Simei di essere vicino alla conclusione della sua inchiesta e Simei si dichiara favorevole a pubblicarla; la mattina seguente Braggadocio viene ritrovato morto in un vicolo, ucciso da una coltellata nella schiena. Dopo la scoperta dell'omicido la redazione è nel caos e il commendatore Vimercate decide che è ora di chiudere i battenti: tutti i redattori vengono licenziati e Simei e Colonna, gli unici a conoscenza del filone di inchiesta di Braggadocio, cercano di far scomparire le proprie tracce, convinti che il killer avesse come movente le ricerche del morto. Simei va in Svizzera e cambia nome, mentre Colonna, convinto che di notte qualcuno si sia introdotto nell'appartamento, fugge insieme a Maia sul lago d'Orta, dove lei possiede un villino in cui erano già andati insieme altre volte.
Nel frattempo viene messa in onda uno speciale televisivo di Corrado Augias che presentava un programma della BBC, Operation Gladio, sugli stessi argomenti indagati dal giornalista morto. Tale insperata pubblicità rende meno pericolosa la situazione di Colonna che ritiene che quanti più siano a conoscenza di un argomento, tanto meno esso assuma importanza o sollevi sdegno nell'opinione pubblica. Inoltre, analizzando tutta la vicenda, Maia dà una nuova interpretazione alle cause di morte di Braggadocio e alla presunta effrazione dell'appartamento di Colonna. I due amanti decidono di rischiare ritornando a Milano, per dedicarsi alle precedenti attività; Colonna le traduzioni dal tedesco, Maia alla scrittura di articoli di gossip.

## Edizioni
- Umberto Eco, Numero zero, Milano, Bompiani, 2015, ISBN 978-88-452-7851-8.
- (DE) Umberto Eco, Nullnummer, traduzione di Burkhart Kroeber, Monaco di Baviera, Hanser, 2015, ISBN 978-3-446-24939-4.
- (FR) Umberto Eco, Numéro zéro : roman, traduzione di Jean-Noël Schifano, Paris, Bernard Grasset, 2015, ISBN 978-2-246-85770-9.